# کریس لنگریج
کریس لنگریج (انگلیسی: Chris Langridge؛ زادهٔ ۲ مهٔ ۱۹۸۵) بدمینتون‌باز اهل بریتانیا است.